# Летние Олимпийские игры 1968
XIX летние Олимпийские игры проводились в Мехико, столице Мексики в период с 12 по 27 октября 1968 года. Олимпиада открылась в 476-ю годовщину со дня открытия Америки Христофором Колумбом. До открытия в 2016 году в Рио-де-Жанейро XXXI летних Олимпийских игр были единственными Олимпийскими играми в Латинской Америке.

## Выбор города
Мехико был выбран столицей XIX Олимпийских Игр 18 октября 1963 года на 60-й сессии МОК в Баден-Бадене.
| Город        | Страна    | Раунд 1 |
| Мехико       | Мексика   | 30      |
| Детройт      | США       | 14      |
| Лион         | Франция   | 12      |
| Буэнос-Айрес | Аргентина | 2       |

## Социально-политическое значение
Летние Олимпийские игры в Мехико стали ареной как для общественного протеста мексиканской молодёжи, так и для международных активистов борьбы за права человека, в особенности за права небелых рас в 1960-е годы. Широкое распространение получил метод самобойкота. Студенческие организации Мексики жаждали привлечь внимание мировой общественности, в первую очередь сочувствовавшей им советской системе, к происходящему в своей стране. Мексиканские студенты протестовали против косности властей Мексики, идущих на поводу у властей США.
2 октября, за десять дней до олимпийских торжеств, устроили шествие по городу и при поддержке профсоюзов страны вывели на Площадь Трёх Культур в столичном районе Тлателолко 15 тысяч человек. Основным лозунгом демонстрантов был «Мы не хотим Олимпиады, мы хотим революции!» (исп. ¡No queremos olimpiadas, queremos revolución!). Власти страны, ориентирующиеся на экономическую мощь США, ввели в столицу войска, произвели массовые аресты и применили чрезмерную силу для разгона толпы. В результате погибло, по официальным данным, четверо, по данным самих студентов — от 200—300 до нескольких тысяч человек. Однако никаких санкций не последовало, так как Международный олимпийский комитет признал все события внутренним делом Мексики.

## Итоговый зачёт медалей
| Общее количество медалей |                |        |         |        |       |
| №                        | Страна         | Золото | Серебро | Бронза | Всего |
| 1                        | США            | 45     | 28      | 34     | 107   |
| 2                        | СССР           | 29     | 32      | 30     | 91    |
| 3                        | Япония         | 11     | 7       | 7      | 25    |
| 4                        | Венгрия        | 10     | 10      | 12     | 32    |
| 5                        | ГДР            | 9      | 9       | 7      | 25    |
| 6                        | Франция        | 7      | 3       | 5      | 15    |
| 7                        | Чехословакия   | 7      | 2       | 4      | 13    |
| 8                        | ФРГ            | 5      | 11      | 10     | 26    |
| 9                        | Австралия      | 5      | 7       | 5      | 17    |
| 10                       | Великобритания | 5      | 5       | 3      | 13    |

## В филателии

Почтовые марки СССР
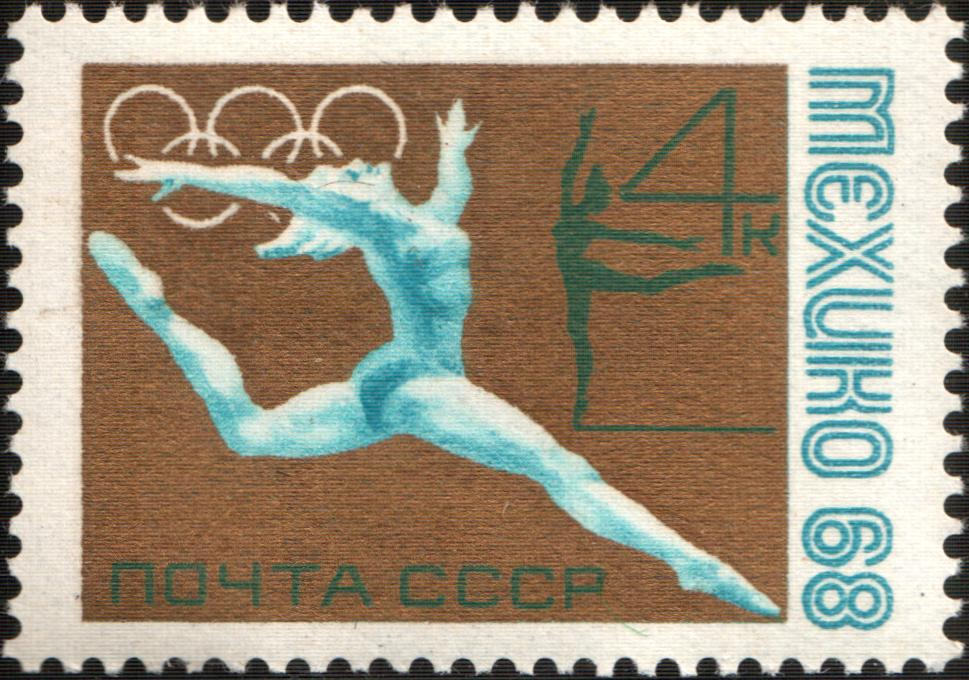
Спортивная гимнастика
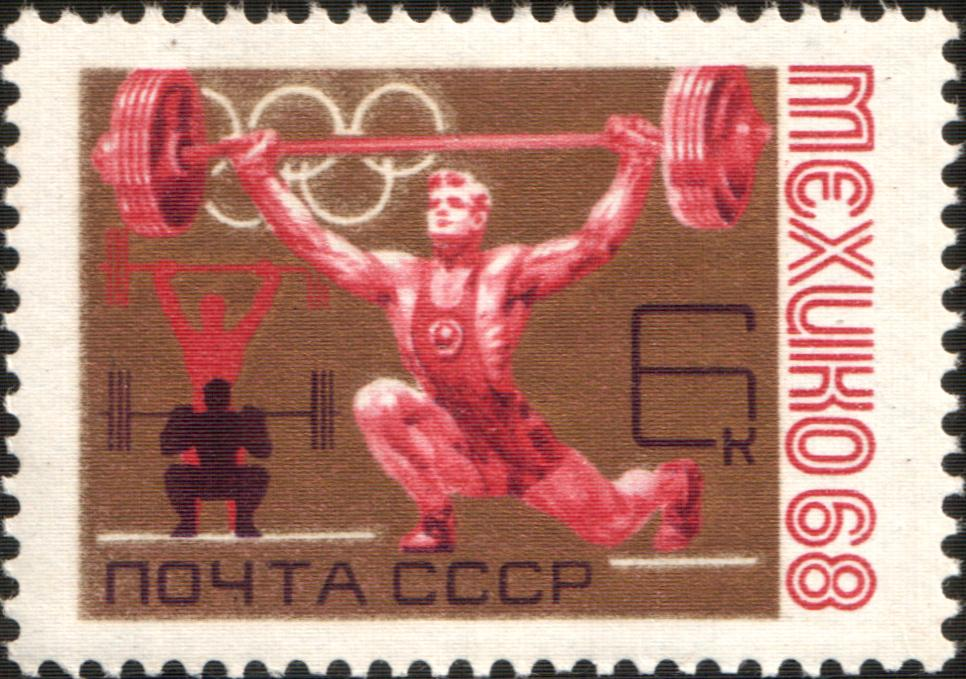
Тяжёлая атлетика
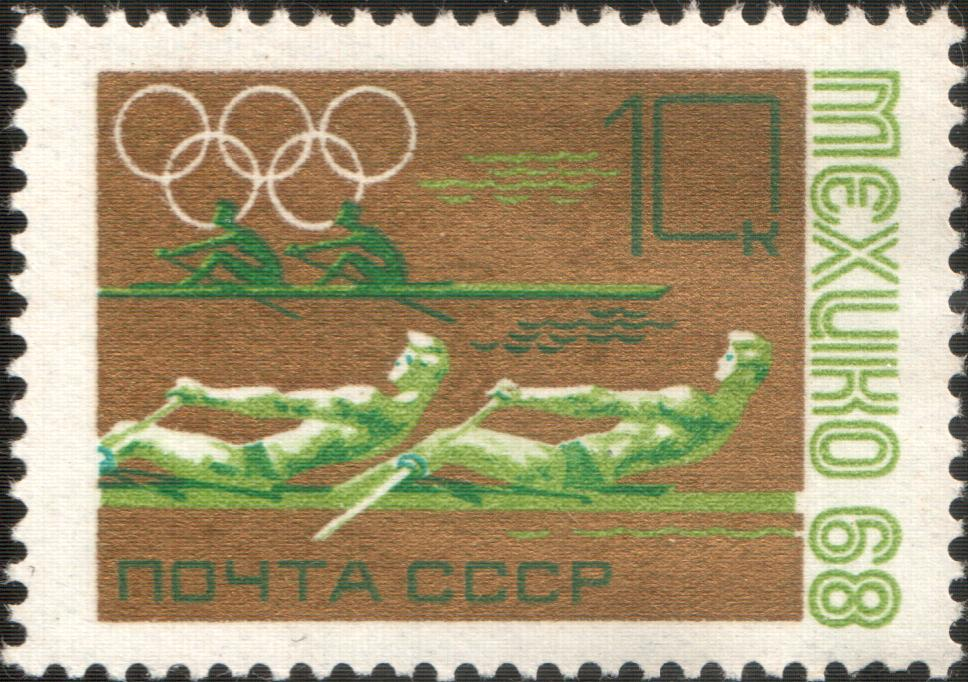
Академическая гребля
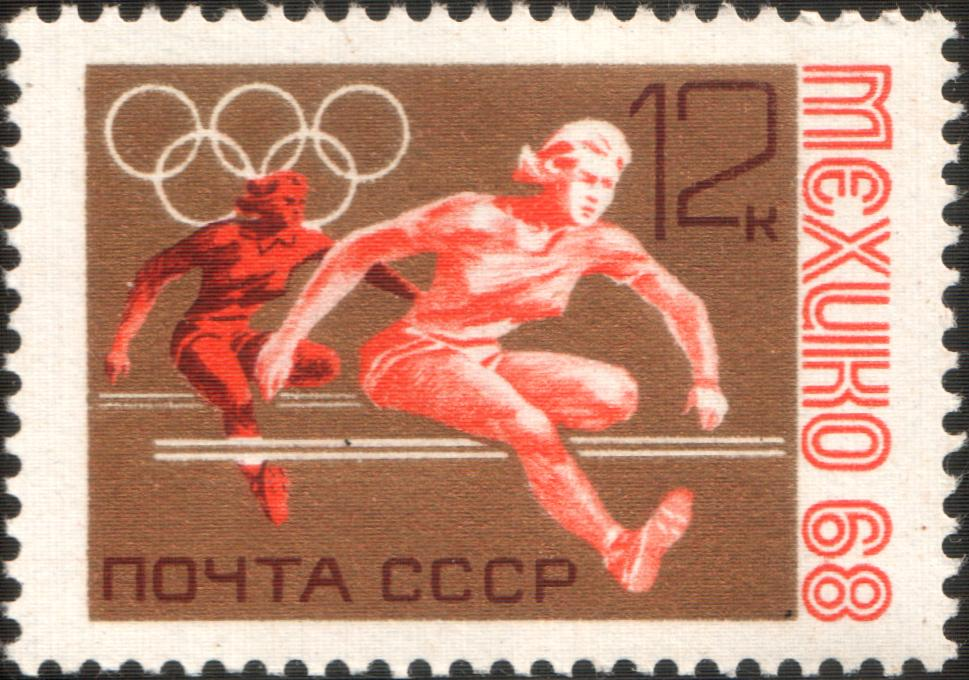
Барьерный бег
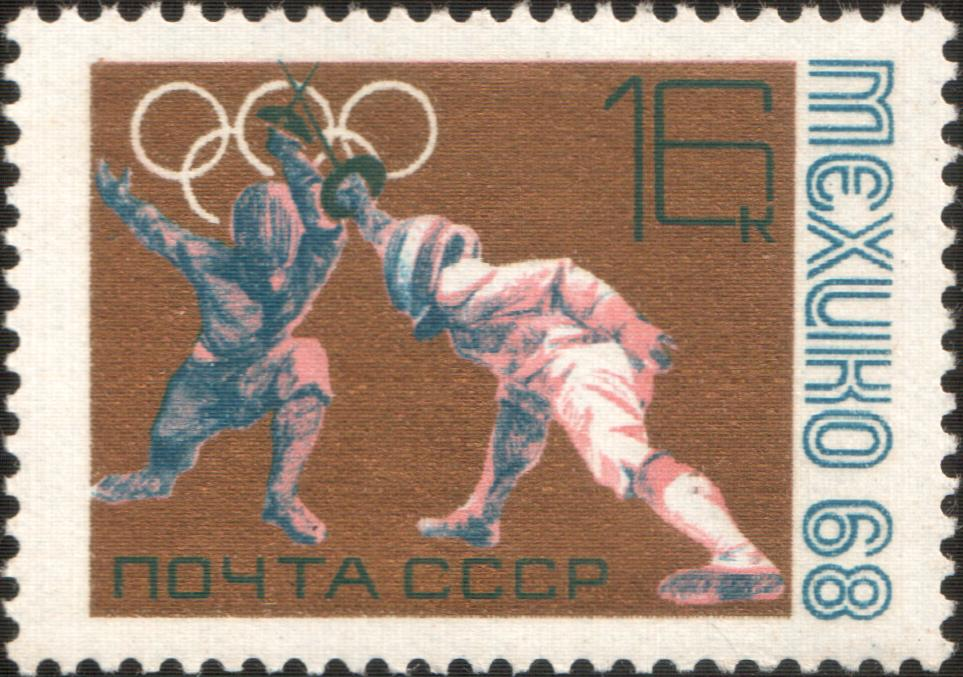
Фехтование на рапирах
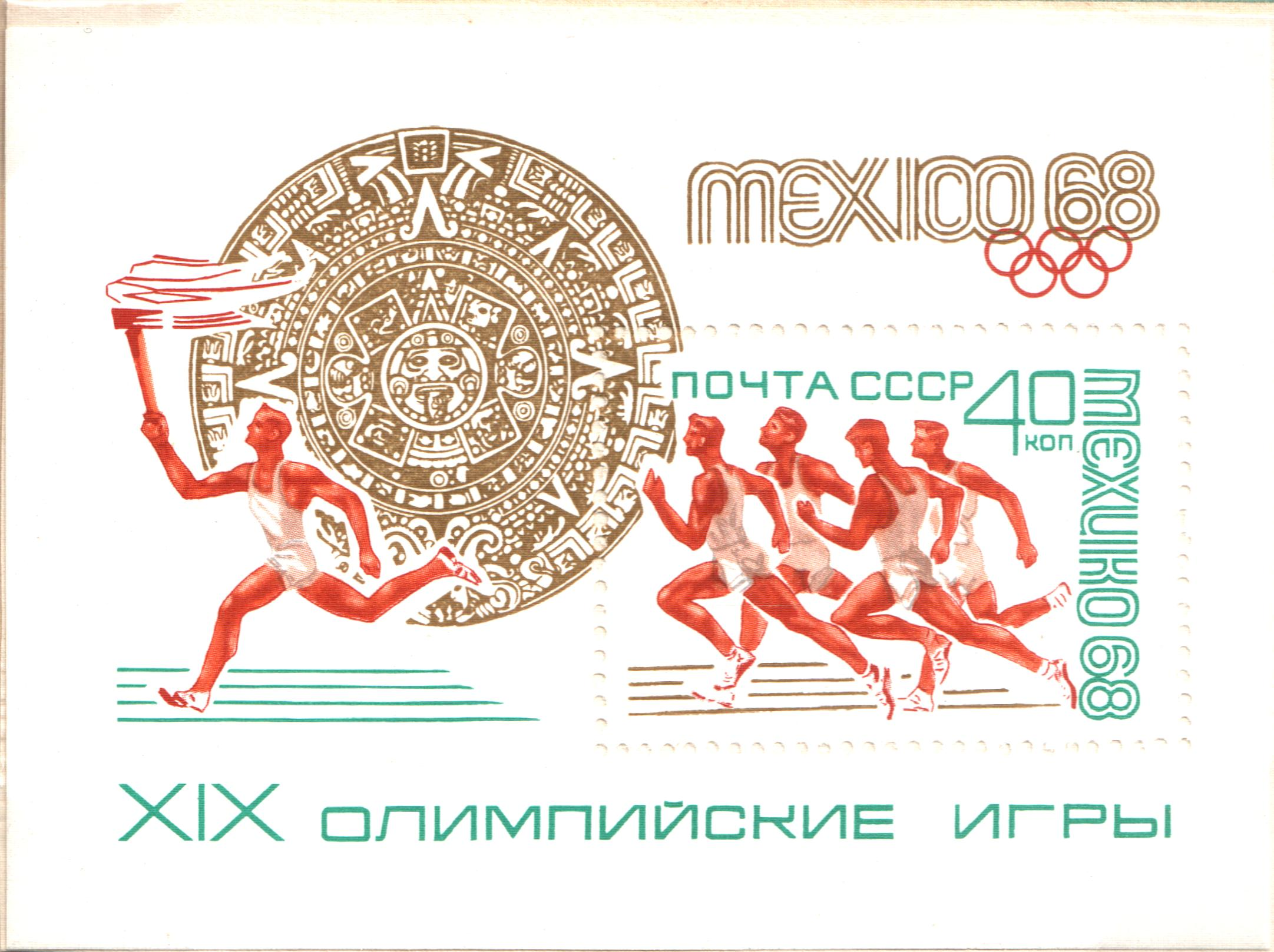
Спринтерский бег